# Елерон

Елерони, керування креном

Рульові поверхні: А — елерони

Елеро́ни (фр. aileron aile — «крило») — аеродинамічні органи управління, симетрично розташовані на задніх кромках консолей крила. Це складова механізації крила літака (планера), яка відхиляється вгору і вниз і призначена для керування літаком щодо його поздовжньої осі. Елерон при відхиленні створює різницю піднімальної сил правої і лівої половини крила. Робота елерона забезпечує поперечну керованість і дозволяє здійснювати польоти за кривим (наприклад, віражі). За конструкцією, і аеродинамічною формою елерон подібний до крила.
Крім елеронів поперечну керованість можуть забезпечувати диференціальне управління інтерцепторами (Boeing 737) та флаперони (Boeing 777). Також для цієї мети можуть використовуватися половинки стабілізатора, що відхиляються диференційно (Су-24).

## Історія
Вперше елерони з'явилися на моноплані, побудованому новозеландським винахідником Річардом Персі в 1902, проте літак здійснював тільки дуже короткі і нестійкі польоти. Перший літак, який здійснив повністю керований політ з використанням елеронів, був літак 14 Bis, створений Альберто Сантос-Дюмоном. Раніше елерони заміняла деформація крила, розроблена братами Райт.
Керуючу поверхню, що комбінує елерон і закрилки, називають флаперон (flaperon). Щоб елерони працювали як випущені закрилки, їх синхронно опускають вниз. Для продовження можливості управління креном, до цього відхилення елеронів додається звичайне для елеронів диференціальне відхилення.
Для управління креном у літаків з таким компонуванням може також застосовуватися руль напряму, спойлери, газові рулі, що змінюється вектор тяги двигунів, диференційне відхилення керма висоти, зміна центру мас літака та інші методи та їх комбінації.

## Побічні ефекти
Один з побічних ефектів дії елеронів — деякий момент рискання в протилежному напрямку. Іншими словами, при бажанні повернути праворуч і використанні елеронів для створення крену вправо, літак під час збільшення крену може трохи повести по рискання вліво. Ефект пов'язаний з появою різниці в лобовому опорі між правою і лівою консоллю крила, обумовленої зміною підйомної сили при відхиленні елеронів. Та консоль крила, у якої елерон відхилений вниз, має більший коефіцієнт лобового опору, ніж інша консоль крила. У сучасних системах управління літаком даний побічний ефект мінімізують різними способами. Наприклад, для створення крену елерони відхиляють також у протилежному напрямку, але на різні кути.

## Інтернет-ресурси
- NASA Glenn Research Center aileron article